# 正親町三条公頼
正親町三条 公頼（おおぎまちさんじょう きんより）は、室町時代前期から中期にかけての公卿。准大臣正親町三条実音の二男。官位は正三位・参議、左中将。

## 経歴
以下、『公卿補任』、『尊卑分脈』の内容に従って記述する。
- 応永25年（1418年）3月27日、参議に任ぜられる[1]。この時、正四位下左中将。
- 応永26年（1419年）3月10日、近江権守を兼ねる。同年4月14日、従三位に叙せられる。
- 応永27年（1420年）閏1月13日、参議を辞した。
- 応永33年（1426年）1月6日、正三位に昇叙。以後、嘉吉3年（1443年）まで前参議正三位のままであった[2]。